# Öxarfjarðarhreppur
Öxarfjarðarhreppur är en kommun belägen i norra Island.